# Bílsko (ort i Tjeckien, Olomouc)
Bílsko är en ort i Tjeckien.   Den ligger i regionen Olomouc, i den östra delen av landet, 190 km öster om huvudstaden Prag. Bílsko ligger 346 meter över havet och antalet invånare är 210.
Terrängen runt Bílsko är huvudsakligen platt, men åt nordväst är den kuperad. Terrängen runt Bílsko sluttar brant österut.Runt Bílsko är det ganska tätbefolkat, med 111 invånare per kvadratkilometer. Närmaste större samhälle är Olomouc, 17,5 km öster om Bílsko. Trakten runt Bílsko består till största delen av jordbruksmark.